# Wang Laboratories
Wang Laboratories est  une société informatique du Massachusetts fondée en 1951 par le docteur An Wang.
L'entreprise commença son activité avec la  fabrication de calculatrices électroniques, jusque dans les années 1960. 
En 1971, elle annonça la sortie de machines spécialisées dans le traitement de texte ; ce furent ces équipements, performants pour leur époque, qui firent son succès. 
À la fin des années 1970, elle sortit la série de mini-ordinateurs WANG VS.
En 1992, l'entreprise se déclara en cessation de paiement. Après une restructuration elle devint une société de services  sous le nom de Wang Global, puis fut absorbée en 1999  par la société néerlandaise Getronics.

## Histoire

### La création par An Wang et l'invention du LOCI

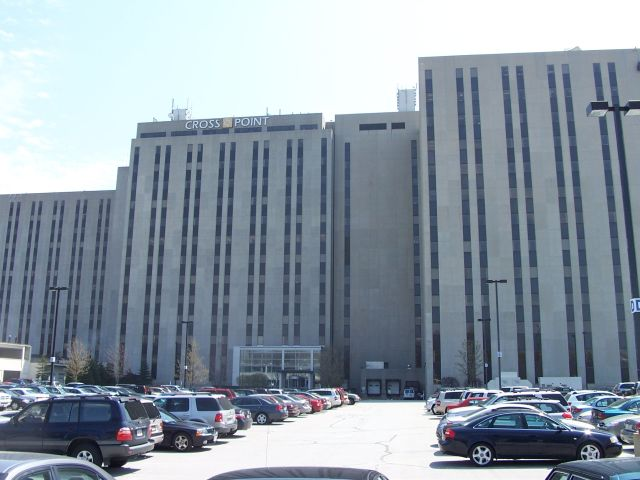
Siège de Wang Laboratories à Lowell

An Wang (1920-1990), fondateur de la société, naquit en Chine, qu'il quitta pour les États-Unis en 1945. Il obtint un doctorat à Harvard où il travailla avec Howard Aiken et déposa en 1949 un brevet concernant les tores magnétiques.
Il fonda en 1951 « Wang Laboratories » à Cambridge, dans le Massachusetts, qui exploitait ce brevet.
En 1955, il vendit les droits exclusif d'exploitation du brevet pour les États-Unis à IBM pour la somme de 400 000 $.
En 1960 il déplaça le siège social à Lowell (Massachusetts), pour bénéficier des locaux et du personnel laissés disponibles par le déclin de l'industrie textile dans cette ville.
En 1964, Wang mit au point le LOCI (Logarithmic Calculating Instrument), première calculatrice capable de calculer des logarithmes. 
Le LOCI, puis le Wang 300 sorti en 1965, furent leaders du marché jusqu'à la fin des années 1960.

### L'innovation en traitement de texte
Quand, à la fin des années 1960, les calculatrices à puce entrèrent sur le marché, An Wang décida de réorienter les activités de la société vers la construction de machines dédiées au traitement de texte.
C'est à la demande de An Wang, et pour ces machines dédiées au traitement de texte, que Alan Shugart développa en 1976 un nouveau format de disquettes : le format 5 pouces un quart (soit une largeur d'environ 13 centimètres), stockant 110 Ko.
Le logiciel de traitement de texte Wang acquit une très grande popularité dans les années 1970 pour trois raisons principales :
- l'excellente ergonomie de ses polices à l'écran (bien que celles-ci soient à chasse fixe) ;
- l'usage intelligent de la double brillance, puis de l'inversion vidéo ;
- un système de recherche qui s'exécutait au fur et à mesure de la frappe des caractères de la chaîne cherchée, déplaçant le curseur dans le texte et mettant en double brillance la première chaîne répondant au critère. Ce système assurait un important gain de temps : travail en temps masqué, aucune lettre en trop à taper (il faisait l'objet d'un brevet Wang, mis depuis dans le domaine public).

### Le boom des mini-ordinateurs

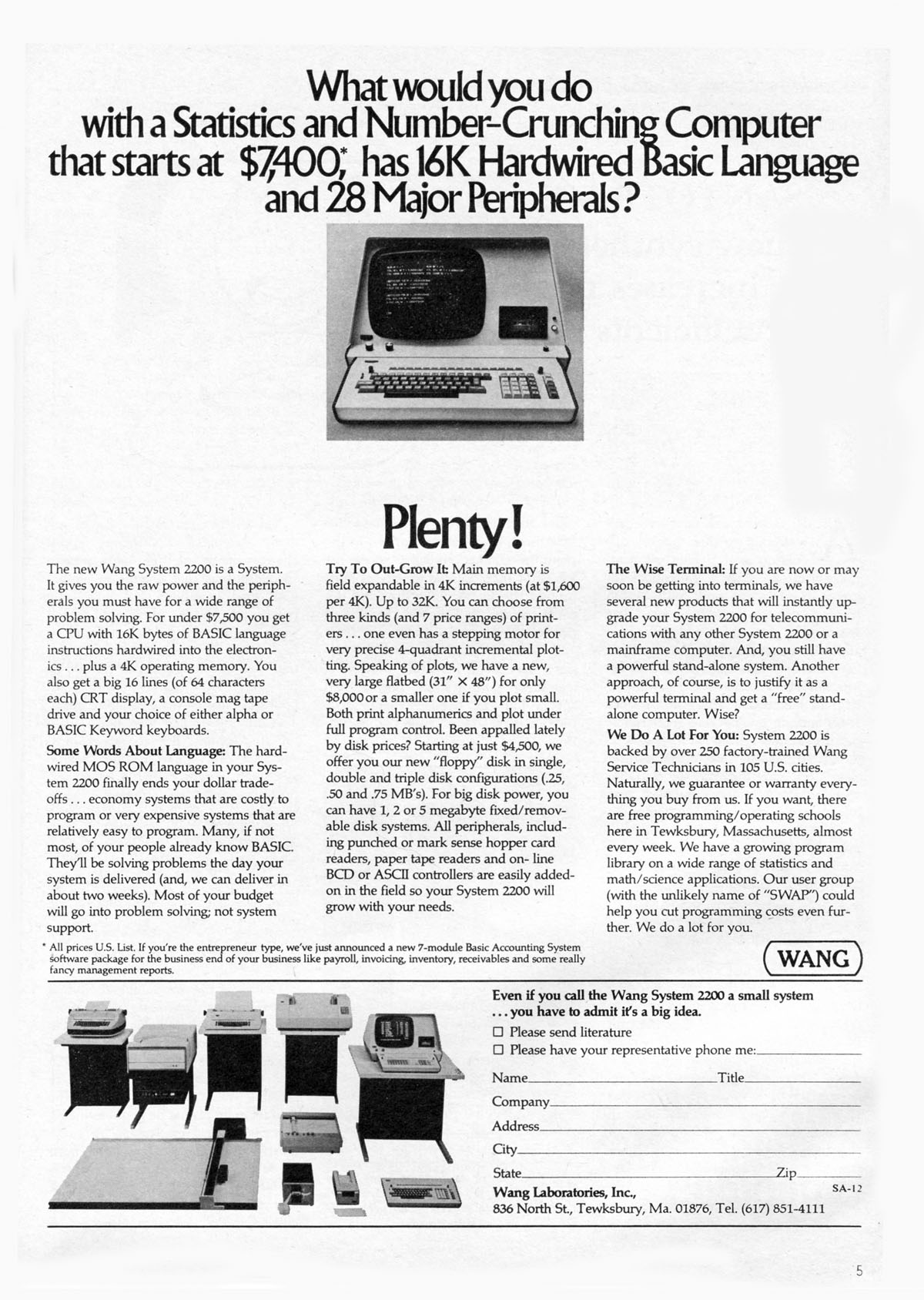
Publicité pour le Wang System 2200 en 1974.

Dès le début des années 1970, Wang Laboratories étendit son activité de constructeur aux mini-ordinateurs. Elle développa d'abord le Wang 2200, puis la  série des Wang VS; ils reprenaient le logiciel de traitement de texte qui avait fait le succès de Wang. 
Les Wang VS utilisaient un assembleur assez similaire à celui des IBM 360, mais non compatible avec ceux-ci en raison d'une utilisation différente des registres. Ils étaient essentiellement programmés en COBOL.
De 1978 à 1983, le nombre de salariés passa de 4 000 à 25 000 ; la société devint le premier fournisseur d'ordinateurs pour les petites entreprises, ainsi que de logiciels de traitement de texte en Amérique du Nord.

### L'échec du passage au PC et le déclin
Alors que jusque-là, la société Wang avait su anticiper sur les marchés porteurs, au début des années 1980 elle ne crut pas au potentiel du marché des ordinateurs personnels.
En 1979, des projets de développement d'un PC Wang furent rejetés, et quand la firme tenta de récupérer une partie du marché en 1983, elle fit le choix de la non-compatibilité avec les produits IBM.
Les chiffres de ses ventes commencèrent à baisser, et en 1985, la société dut licencier 1 600 salariés, soit 5 % de son effectif de 32 000 personnes.
Wang Laboratories était resté jusqu'à cette époque sous le contrôle d'An Wang ; il choisit en novembre 1986 pour le remplacer de confier la direction de l'entreprise à son fils Fred Wang.

### La fin de la société
Fred Wang ne prit pas les mesures de la crise dans laquelle se trouvait la société. Il quitta la direction en 1989. 
En 1992, l'entreprise se déclara en cessation de paiement. Après une restructuration elle devint une société de services  sous le nom de Wang Global, puis fut absorbée en 1999  par la société néerlandaise Getronics.

## Sources
- Business Builders in Computers par Nathan Aaseng lire en ligne

- Du zéro à l'ordinateur : Une brève histoire du calcul par Christian Piguet et Heinz Hügli lire en ligne